# Stuartella carlylei
Stuartella carlylei är en svampart som beskrevs av Cooke & Massee 1891. Stuartella carlylei ingår i släktet Stuartella, klassen Dothideomycetes, divisionen sporsäcksvampar och riket svampar.   Inga underarter finns listade i Catalogue of Life.